# 高山小檗
高山小檗（学名：Berberis alpicola）为小檗科小檗属的植物，为台灣特有植物。分布在台湾海拔2600至3600公尺的山区。